# Roberto Campolo
Roberto Campolo o Campulo (Messina, ... – 1342) è stato un vescovo cattolico italiano.

## Biografia
Ordinato frate minore, ricevette la nomina di padre provinciale dei minoriti di Sicilia nel 1314; in seguito venne eletto vescovo di Cefalù il 13 ottobre 1333, ricoprendo tale carica fino al 1342, anno in cui morì.
Nel 1338 ebbe un ruolo rilevante nello scontro tra il re Pietro II di Sicilia e il conte di Geraci Francesco I Ventimiglia, poiché consigliò a quest'ultimo di rifiutare il perdono del sovrano, causando quindi la prosecuzione del conflitto e la morte del Conte per mano dei suoi nemici mentre era in fuga.